# 小行星1335
小行星1335（1335 Demoulina）是一颗绕太阳运转的小行星，为主小行星带小行星。该小行星于1934年9月7日发现。
該小行星以比利時天文學家德穆蘭（Demoulin）命名。

## 轨道参数
小行星1335的轨道半长轴为2.2407659 UA，离心率为0.154。